# Skendränkning

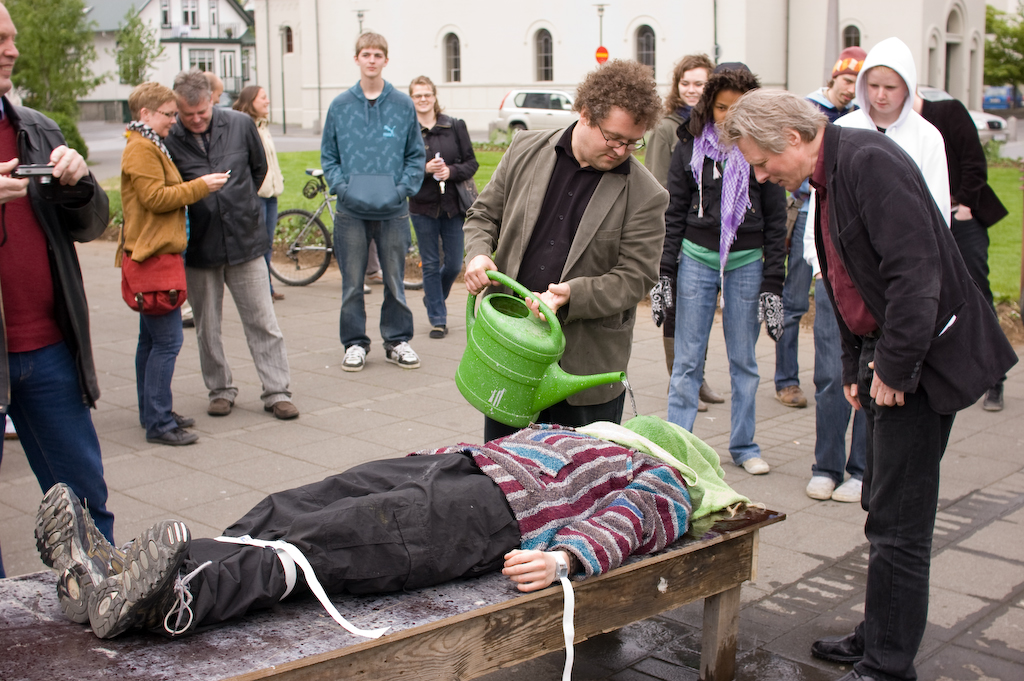
Demonstration av skendränkning under en protest mot Condoleezza Rice.

Skendränkning är en tortyrmetod som får offret att uppleva drunkning. Skendränkning klassas, av bland annat FN, som tortyr.

## Förfarande
Förhörspersonen binds på rygg med huvudet lutande nedåt. Ett tygstycke, som går att andas igenom, spänns eller hålls över ansiktet så att det täcker luftvägarna. Vatten hälls sedan över tygstycket och förhörspersonen upplever en drunkning genom andnöd och inandning av vatten. Skendränkning framkallar nästan omgående en kräkreflex, vilket inte sker vid till exempel nedsänkning av huvudet i vatten.

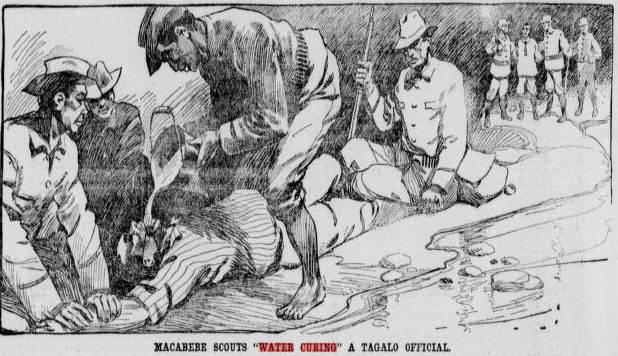
Skendränkning på Filippinerna under spansk-amerikanska kriget. Bild från 1902.

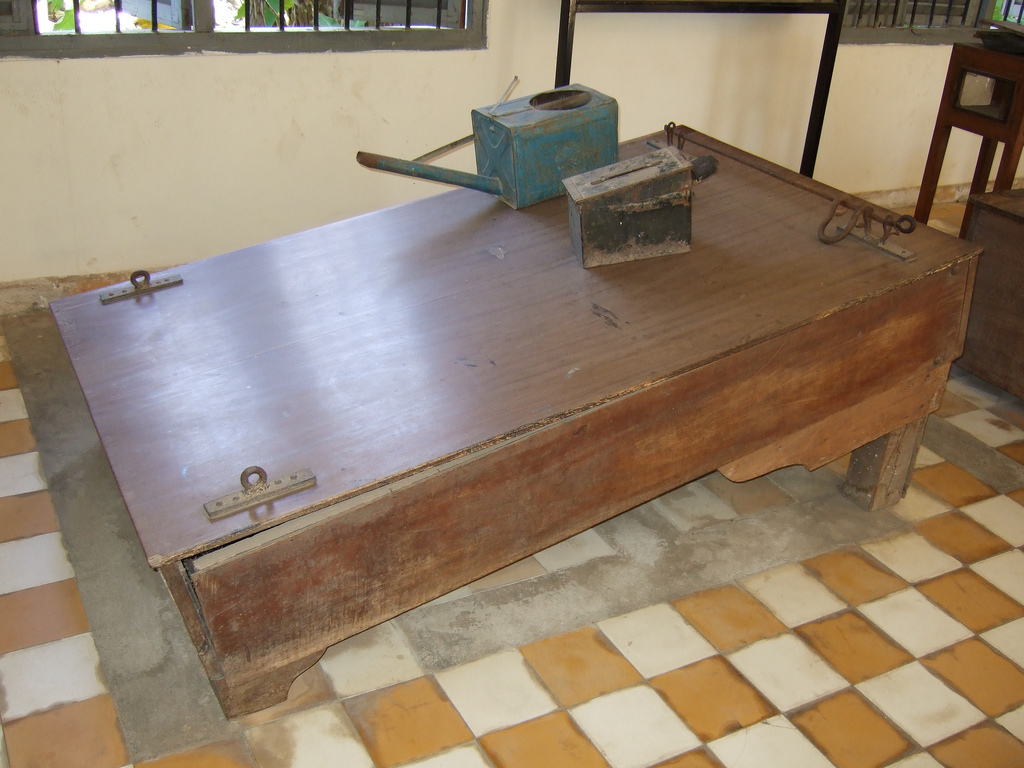
Utrustning för skendränkning använd av Röda khmererna i Kambodja.

## Historik
Skendränkning har använts i flera sekel. Skendränkning var en vanlig förhörsmetod inom den Italienska inkvisitionen på 1500-talet och den praktiserades av Röda khmererna i Kambodja på 1970-talet. Under det spansk-amerikanska kriget år 1898 användes skendränkning av amerikansk militär i konflikten på Filippinerna, inte sällan riktat mot lokalbefolkningen.
I november 2005 ingick skendränkning i en lista på "utökade förhörsmetoder" som USA:s underrättelsetjänst CIA hade fått tillåtelse att använda vid utfrågning av misstänkta terrorister. I texter från det amerikanska justitiedepartementet, daterade april 2009, framgår också att skendränkning är tillåtet i USA vid förhör av misstänkt al-Qaida-personal.

## Skaderisker
Även om skendränkning kan utföras på sätt som inte lämnar några långvariga fysiska skador finns ändå risk för extrem smärta, intag av vatten i lungor, hjärnskador på grund av syrebrist, skador (som benskador) då offret försöker slita sig loss etc.
Skendränkning har även kritiserats för att kunna leda till allvarlig psykisk ohälsa och i förlängningen självmord, sedan fyra fångar begått självmord på USA:s fångläger Guantanamo Bay, efter att ha utsatts för skendränkning. Den brittisk-amerikanske journalisten Christopher Hitchens lät sig 2008 frivilligt utsättas för skendränkning av militära experter, med ett död mans grepp-liknande stopptecken, och uttryckte i efterhand starkt obehag och dödsångest, inklusive genom PTSD-liknande symtom i veckor efteråt. Kritiker menade att eftersom experimentet kunde avbrytas simulerade det inte verkliga förhållanden, vilket emellertid lika gärna kan stärka argumentet. Personer som utsatts för skendränkning i förhör, som John McCain, eller som en del av sin militära utbildning, som Jesse Ventura (f.d. Navy SEAL), har uttryckt uppfattningen att förfarandet är att likställa med tortyr. Under Tokyorättegångarna förekom att amerikanska åklagare yrkade på dödsstraff för japanska torterare som använt metoden, vilket också hävdats vara en del av en långvarig konsensus om att metoden är att betrakta som tortyr.

## Rättsläge

### FN
Något uttryckligt förbud mot skendränkning finns inte i folkrätten, men FN:s tortyrkommitté rekommenderar att man avstår från förfarandet. Förenta Nationernas högkommissionär för mänskliga rättigheter, Louise Arbour, menar dock att den som använder skendränkning kan åtalas för tortyr, som är förbjudet.

### USA
USA:s underrättelsechef Mike McConnell förnekar att man använder skendränkning, och liknar förhörsmetoden vid tortyr. USA:s tidigare president George W. Bush stoppade dock en lag som skulle göra det förbjudet även för underrättelsetjänsten CIA att utsätta fångar för skendränkning. Bush tillsatte också en ny justitieminister, Michael Mukasey, som uttryckt motstånd mot att klassificera skendränkning som tortyr. I januari 2009 gav USA:s president Barack Obama order om att alla förhör med misstänkta terrorister skulle ske i enlighet med Genèvekonventionen, vilket i praktiken innebär ett förbud mot skendränkning. I april 2009 meddelade Obama att CIA-personal som utsatt fångar för skendränkning inte skulle åtalas. Även Donald Trump ville återinföra skendränkning tillsammans med flera andra förhörsmetoder i syfte att bekämpa terrorism. 

### EU
Europaparlamentet utfärdade den 13 juni 2006 en resolution mot USA, där man uppmanar amerikanska myndigheter att följa rekommendationerna från FN:s tortyrkommitté och upphöra med skendränkning. Det har dock aldrig prövats om skendränkning strider mot Europakonventionen, eftersom inget land som ratificerat konventionen påkommits med att använda skendränkning. 
Tidigare praxis, som Ireland v United Kingdom 1978, har fastslagit att andra former av brutala förhörstekniker, de så kallade "fem teknikerna" – bland annat hindrande av sömn, placerande av en huva över personens huvud eller tvinga denne stå upprätt mot en vägg – utgjorde "inhuman behandling" men inte "tortyr" såsom begreppet skulle uppfattas enligt artikel 3, alltså stridande mot artikel 3. Med stöd av detta torde skendränkning, utan att ta hänsyn till hur begreppen möjligen kommit att utvidgas, kunna betraktas som konventionsstridigt enligt 1978 års praxis. Minoriteter (bl a den brittiske domaren) menade både att utslaget var felaktigt och att teknikerna borde tillåtits under tydligt definierade omständigheter, som krigsliknande tillstånd och terroristhot, medan andra menade att de klart levde upp till tortyrdefinitionen. I Selmouni v Frankrike fastslog domstolen att en samlad bedömning av misshandel, utförd av poliser, som inkluderade våld mot huvudet och sexuella övergrepp, sammanfattat borde betraktas som tortyr. Det skulle alltså kunna bero på hur förfarandet gått till, dess längd och syfte med mera.

### Sverige
I Sverige är skendränkning inte uttryckligen kriminaliserat, vare sig för staten eller för privatpersoner. Det är dock mycket sannolikt att skendränkning på privat initiativ utgör grovt olaga tvång genom bestämmelsen i 4 kap. 4 § brottsbalken eller (synnerligen grov) misshandel enligt 3 kap. 5 § samma lag, alternativt mord- eller dråpförsök om behandlingen skulle kunna anses kunna leda till döden om den fortsatte. Den svenska staten torde vara förhindrad att utföra skendränkning av medborgare genom förbudet i 2 kap. 5 § regeringsformen mot kroppsstraff och tortyr, vilka inte får inskränkas. Ingen av dessa bestämmelser har dock prövats juridiskt i fallet skendränkning. Kroppsstraff avser vanligen straff såsom utdömda av domstol och inte huruvida en förhörsmetod varit särskilt påfrestande. Tortyrförbudet torde, med vägledning från Europarådspraxis (se ovan) med hög sannolikhet aktualiseras, men situationen är något oklar. Då fri bevisprövning gäller inför svensk domstol skulle medgivanden eller upplysningar som framtvingades genom skendränkning fortfarande kunna användas i domstol mot den skendränkte, även om ett erkännande som skett under tortyr och därefter tagits tillbaka självfallet skulle tillmätas högst begränsad betydelse.